# VMA-214

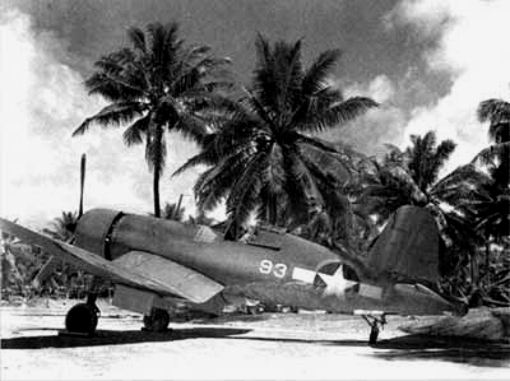
Chance-Vought F4U-1 Corsair der VMF-214 auf Espiritu Santo 1943

Die Marine Fighter Attack Squadron 214 (VMFA-214) Black Sheep ist ein gegenwärtig (seit 2022) mit F-35B ausgerüsteter Einsatzverband des United States Marine Corps (USMC). Die Staffel ist auf der Marine Corps Air Station Yuma (Arizona) stationiert und direkt dem Kommando der Marine Aircraft Group 13 (MAG-13) unterstellt, die ihrerseits dem 3rd Marine Aircraft Wing (3d MAW) untersteht.
Das Geschwader ist unter der Bezeichnung „die schwarzen Schafe“ während des Zweiten Weltkrieges unter der Leitung von Oberst „Pappy“ Gregory Boyington bekannt geworden und war Vorlage für die Fernsehserie Pazifikgeschwader 214. Für ihre Leistungen erhielt die Staffel als erste Jagdfliegereinheit des USMC eine Presidential Unit Citation.

## Geschichte
Aufgestellt wurde die Einheit am 1. Juli 1942 als Marine Fighter Squadron 214 (VMF-214) auf der Marine Corps Air Station Ewa (Oʻahu), wobei sie sich selbst anfangs als „Swashbucklers“ („Säbelrassler“) bezeichneten und erst im August 1943, als Gregory Boyington die Neuaufstellung befehligte, den Namen „Black Sheep“ wählten. Die ersten Einsätze hatte die mit Grumman Wildcat ausgerüstete VMF-214 von März bis Mai 1943 auf Guadalcanal. Nach der Umrüstung auf Chance Vought Corsairs nahm die Staffel vom Juli 1943 bis Januar 1944 an den Kämpfen um die Salomonen teil.
Unter der fünfmonatigen Führung von Boyington wurden durch die VMF-214 während ihres Einsatzes im Pazifikkrieg, die Zerstörung oder Beschädigung von 203 Flugzeugen beansprucht, 97 davon als im Luftkampf abgeschossen. Im Januar 1944 erfolgte die Rückverlegung nach Santa Barbara (Kalifornien) und im Februar 1945 die Stationierung auf dem Flugzeugträger Franklin. VMF-214 nahm dabei an den Kämpfen um Okinawa teil. Im April 1945 wurde die Staffel nach Kalifornien zurückverlegt und tat nach dem Zweiten Weltkrieg Dienst auf verschiedenen Flugzeugträgern.
Im August 1950 war VMF-214 die erste Staffel des USMC, die mit F4U-4B Corsairs ausgerüstet im Koreakrieg eingesetzt wurde. Kurz vor Ende dieses Kriegs wurden sie nach El Toro verlegt, um auf das neue strahlgetriebene Jagdflugzeug Grumman F9F Panther umzurüsten, jedoch schon im Frühling 1953 erfolgte der nächste Wechsel des Flugzeugmaterials, als nämlich die McDonnell F2H Banshee eingeführt wurde.

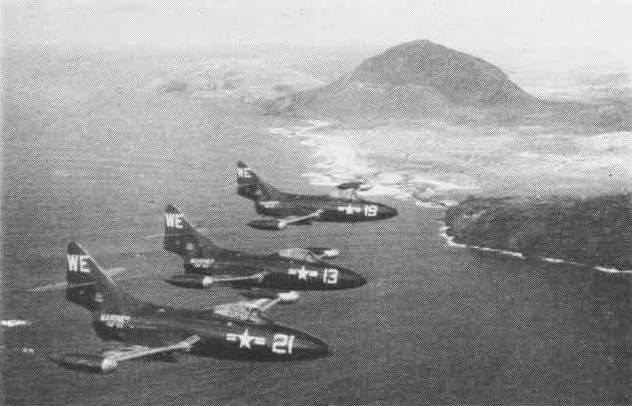
Grumman F9F der VMF-214 über Oʻahu (1953)

Im März 1958 schloss sich die nächste Umrüstung, diesmal auf die North American FJ-4 Fury an, vorher erfolgte am 9. Juli 1957 die bis 2022 gültige Umbenennung im Marine Attack Squadron 214 (VMA-214). Im August wurde der Staffel die Flugsicherheitsauszeichnung Commandant of the Marine Corps Safety Award für mehr als 20.000 unfallfreie Flugstunden verliehen. Im Januar 1963 erfolgte die nächste Umrüstung auf die Douglas A-4 Skyhawk, die von der VMA-214 dann für die nächsten 27 Jahre geflogen wurde.
Vom Juni 1965 bis April 1967 war die Einheit in Chu Lai stationiert und im Vietnamkrieg eingesetzt, wobei 13.000 Einsätze geflogen wurden. Danach stand die Ausbildung neuer Einsatzpiloten in El Toro im Vordergrund. Im Juni 1989 führte die Staffel als erste Einsatzeinheit die AV-8B Night Attack Harrier ein. In 1990er Jahren waren Teile von VMA-214 (Detachments) auf verschiedenen Schiffen des LHA- und LHD-Typs stationiert und nahmen an den Operationen Restore Hope, Quick Draw, Distant Runner und vielen weiteren teil.

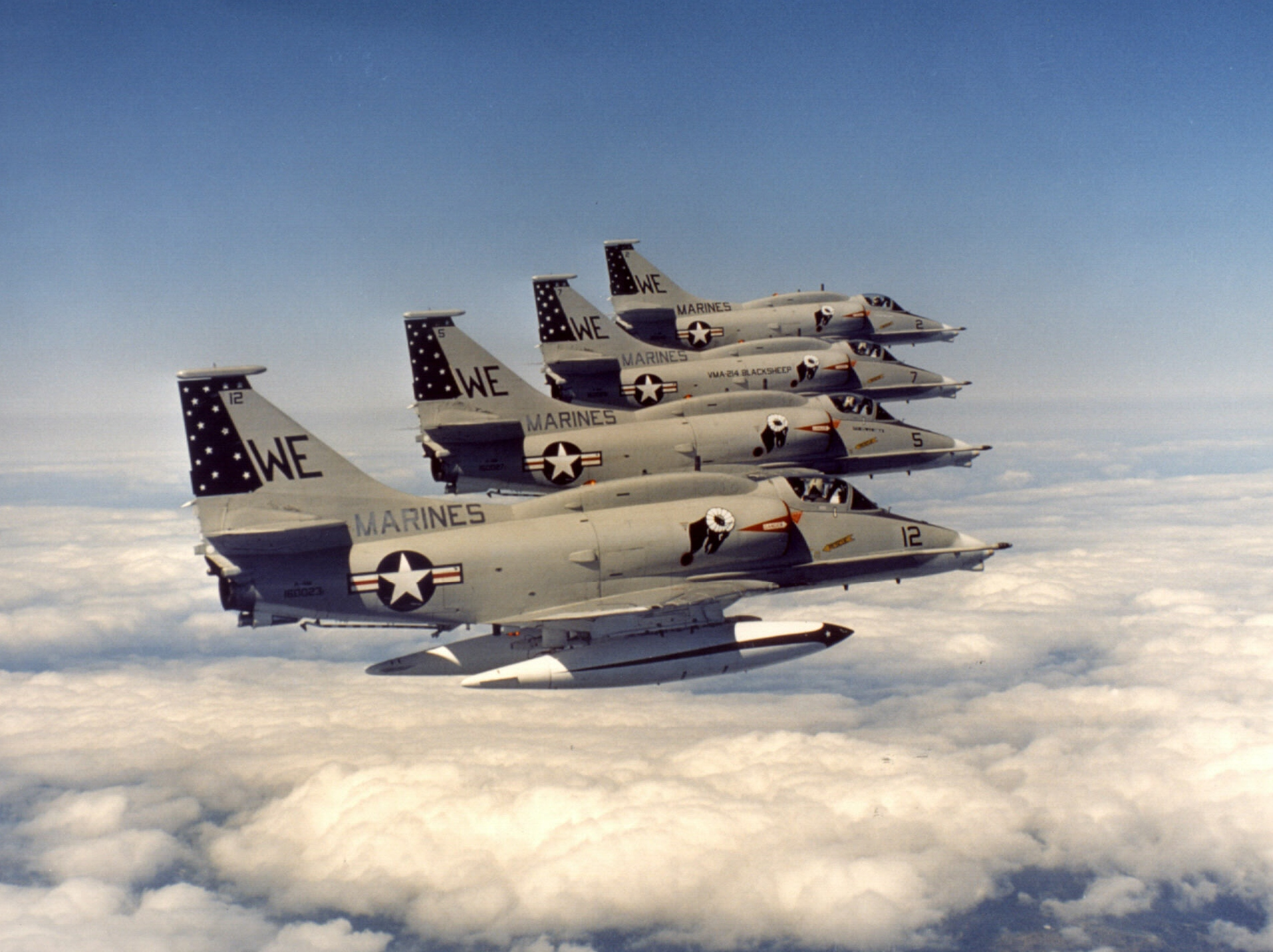
Douglas A-4 Skyhawk der VMA-214

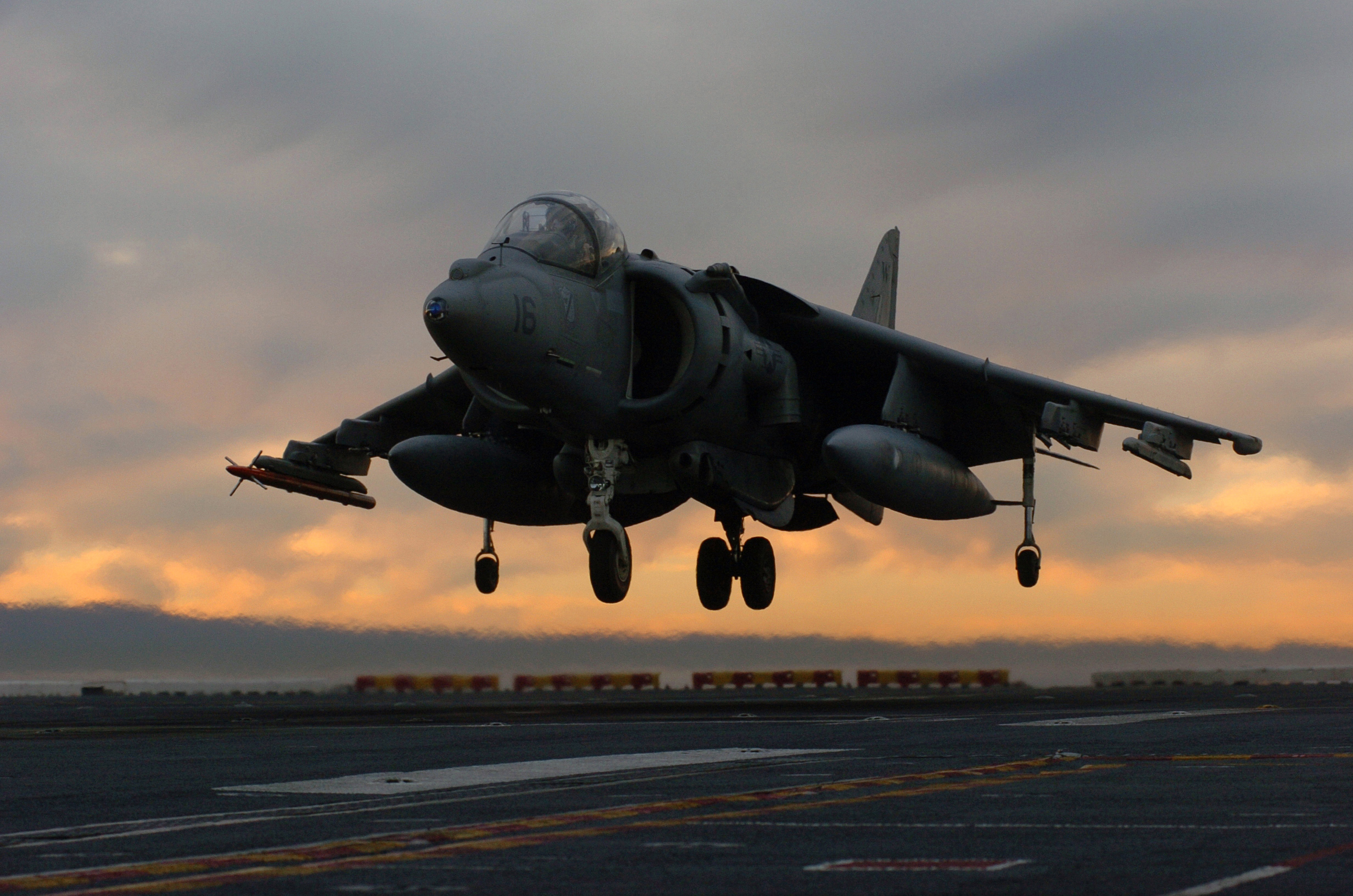
AV-8B Harrier der VMA-214 auf der Peleliu

Der Flugbetrieb mit der AV-8B wurde 2022 eingestellt. Anschließend wurde sie in VMFA-214 umbenannt und nahm anschließend den Flugbetrieb mit der F-35B auf. 

## Auftrag
Offensive Luftunterstützung, bewaffnete Aufklärung und Luftverteidigung für das I. Marine Expeditionskorps.

## Herkunft der Ursprungsbezeichnung
Im Juli 1941 wurden das 1st und 2nd Marine Aircraft Wing (MAW) aufgestellt und jedem Wing eine Marine Air Group (MAG) zugeordnet. MAG-21 gehörte zum 2nd MAW und war offiziell in San Diego stationiert, jedoch befand sich der größte Teil der Gruppe in Oʻahu auf Hawaii. In der Bezeichnung VMF-214 stand die 2 für das 2nd MAW, 1 für die MAG und 4 als fortlaufende Nummer für die Squadron in der Gruppe.
Der Leitwerkscode der Einheit ist „WE“. Dieser wurde im August 1948 zugeteilt.